# Lực lượng Phòng vệ Mặt đất Sabaot
Lực lượng Phòng vệ Mặt đất Sabaot (SLDF) là 1 lực lượng dân quân du kích hoạt động ở quận núi Elgon thuộc Kenya từ năm 2005. Nhóm này đã bị cáo buộc rằng giết khoảng 600 người, bao gồm việc thực hiện nhiều tội ác như giết người, đánh đạp và tra tấn, hãm hiếp, cướp bóc và tàn phá tài sản. Đồng thời nhóm này cũng đã khiến cho 66,000 người mất chỗ ở chỉ trong 18 tháng.

## Điểm chính
Nhóm này được thành lập dựa trên nòng cốt từ người Sabaot, 1 nhánh gồm các bộ lạc nhỏ thuộc nhóm người Kalenjin, 1 nhóm sắc tộc chiếm khoảng 11% tổng dân số Kenya nhưng lại chiếm đa số ở tỉnh thung lũng Rift và đông Uganda. Họ được cho là cận vệ cũ của Tổng thống, người đã bị giết bởi lực lượng vũ trang.Wycliffe Matakwei Kirui là người đứng đầu của tổ chức này và tuyên bố sự lãnh đạo của ông đã vươn tới đỉnh cao với việc ông tuyên bố rằng kiểm soát hơn 35,000 dân quân. ĐIều khác biệt của nhóm này so với các nhóm ở địa phương là mặc đồng phục ngụy trang rừng rậm và có trang bị những khẩu AK-47 cùng với đạn dược từ Somalia, với giá 130$ khi mà đạn dược là vô cùng khó khăn để mua. SLDF đựoc hỗ trợ bởi ''tiền không chính thức'' của các cư dân địa phuơng, và nó đã được thực hiện thông quân 1 hệ thống song song.
Bình luận viên đã nói về kết quả của việc hỗ trợ là sự bùng nổ của bạo lực và sự phát triển của các nhóm dân quân có liên quan tới nhiều yếu tố khác nhau: xung đột ở những vùng đất có tài nguyên tiềm năng, thất nghiệp lan rộng của những người thuộc độ tuổi thanh niên và 1 quốc gia với dân số tăng nhanh (50% dân số Kenya dưới 16 tuổi). Theo truyền thống của Kenya thì có càng nhiều con nhất có thể sẽ càng tốt.

## Liên kết
1. ↑  "Kenya: Army and Rebel Militia Commit War Crimes in Mt. Elgon". Human Rights Watch. ngày 3 tháng 4 năm 2007.
2. ↑  Stephanie McCrummen (ngày 11 tháng 3 năm 2008). "Kenyan Troops Struck at Militia Involved in Land Clashes". The Washington Post.
3. ↑  Josphat Makori (ngày 11 tháng 2 năm 2008). "Kenyan militia strike back". BBC News. Truy cập ngày 4 tháng 1 năm 2010.
4. ↑  "Q&A: Kenya peace deal". BBC News. ngày 13 tháng 4 năm 2008. Truy cập ngày 4 tháng 1 năm 2010.
5. ↑  Amos Kareithi & Isaiah Lucheli (ngày 10 tháng 4 năm 2007). "SLDF militia a force to reckon with". The Standard. Bản gốc lưu trữ ngày 21 tháng 4 năm 2021. Truy cập ngày 24 tháng 7 năm 2023.